# Astrild nonnette
Estrilda nonnula
Espèce
Statut de conservation UICN

 LC  : Préoccupation mineure
L'Astrild nonnette (Estrilda nonnula) est une espèce de passereaux appartenant à la famille des Estrildidae.
Cet oiseau est notamment répandu à travers le nord de l'Afrique équatoriale.